# The Elder Scrolls V: Skyrim
The Elder Scrolls V: Skyrim er et computerrollespil udviklet af Bethesda Game Studios og udgivet af Bethesda Softworks. Det er det femte spil i aktion og rollespillene The Elder Scrolls-serien, hvor det forrige var The Elder Scrolls IV: Oblivion. Det blev udgivet 11. November 2011 til Microsoft Windows, PlayStation 3 og Xbox 360.
Skyrims hovedhistorie er baseret på spillerens forsøg på at besejre dragen Alduin, den første-fødte af Tamriels primære gud, Akatosh. Alduin er profeteret til at destruere verdenen. Spillet foregår 200 år efter Oblivion og foregår i Skyrim-området, som er hærget af en borgerkrig efter attentatet på den øverste konge. Det åbne gameplay, der er kendt fra de tidligere spil i serien, er tilbage i Skyrim; spilleren kan ignorere eller totalt undgå hovedmissionerne hvis ønsket. Da spillet blev udgivet, fik det gode anmeldelser fra kritikere.

## Populærkultur
Med Skyrim vandt udtryk som "Fus Ro Dah" og "I used to be an adventurer like you. Then I took an arrow in the knee...", indpas og blev populære. De udbredtes og udvikledes for til sidst, at blive benyttet på nye måder og som referencer i andre computerspil, som f.eks. Mists of Pandaria-udvidelsespakken til World of Warcraft. 